# Rapazinho-dos-velhos
Rapazinho-dos-velhos ou barbudo-da-caatinga (Nystalus maculatus) é uma espécie de ave piciforme da família dos buconídeos  endêmica do Brasil. Também é conhecido popularmente como anu-coroca, chilu-chilu, fura-barreira, macuru, apara-bala e bico-latão. O rapazinho-do-chaco (Nystalus striatipectus) na parte sul de sua gama era anteriormente considerado coespecífico, correspondendo à subespécie N. maculatus striatipectus. Algumas autoridades taxonômicas ainda o classificam dessa forma.

## Descrição
O rapazinho-dos-velhos mede cerca de 18–19 cm de comprimento, com um peso de 32–38 g. Possui penas esbranquiçadas ao redor da base do bico, um bico avermelhado e olhos amarelos. A cabeça é escura, com um colarinho amarelado e uma mancha da mesma cor no peito. As partes superiores são marrom, com manchas e barras amareladas. As partes inferiores são principalmente brancas, com manchas cordiformes pretas no peito e nas laterais do corpo. A cauda é longa, estreita, ligeiramente graduada, com bandas largas e estreitas barras e ponta amareladas.

## Dieta
A dieta do rapazinho-dos-velhos consiste principalmente em insetos, que são capturados no ar, e pequenos vertebrados, apanhados no chão. Empoleira-se em galhos à espera da presa. Alimenta-se também de aranhas, escorpiões, frutas, sapos, lagartos e serpentes.